# 红花杜鹃
红花杜鹃（学名：Rhododendron spanotrichum）为杜鹃花科杜鹃花属下的一个种。

## 扩展阅读
- 維基物種上的相關：红花杜鹃